# Neva Gerber

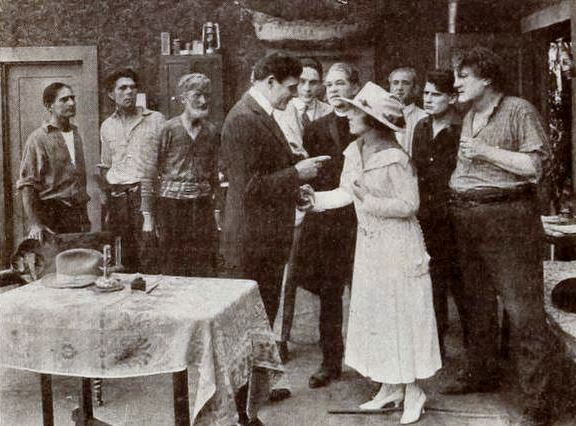
Neva Gerber em The Spindle of Life (1917), ao lado de Ben F. Wilson.

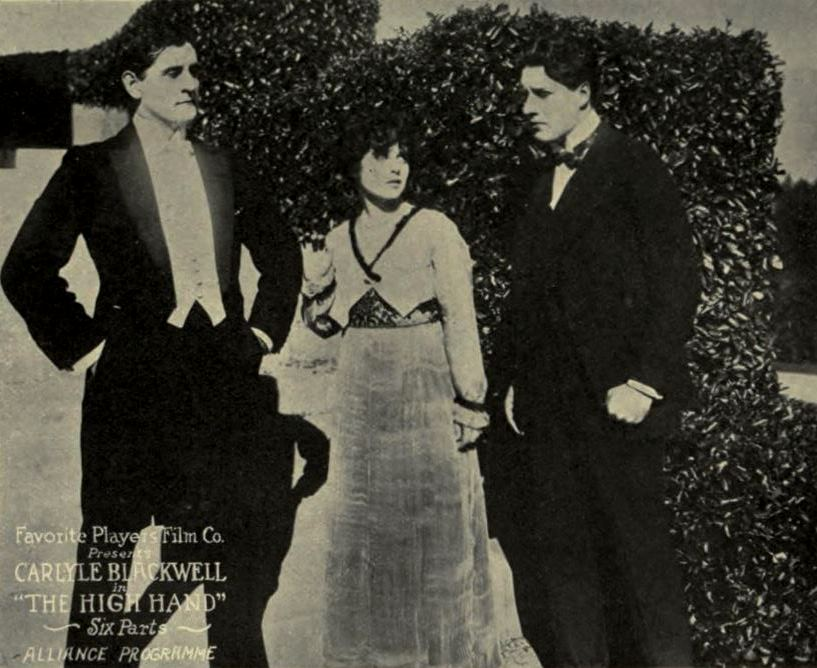
Neva Gerber em The High Hand (1915), ao lado de Carlyle Blackwell e Douglas Gerrard

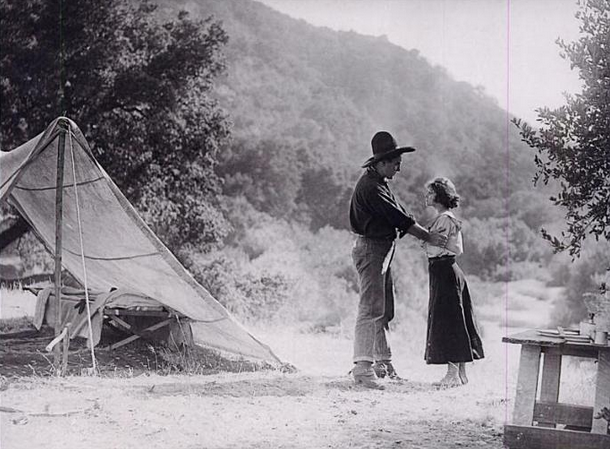
Neva Gerber em Hell Bent, de John Ford, ao lado de Harry Carey

Neva Gerber (Chicago, Illinois, 3 de abril de 1894 — Palm Springs, Califórnia, 2 de janeiro de 1974) foi uma atriz estadunidense da era do cinema mudo. Ela atuou em 128 filmes entre 1912 e 1930.

## Biografia
Neva nasceu em Chicago, Illinois, filha de S. Nelson Gerber e Jean Pullman. Seus pais se separaram em sua juventude, sua mãe mudou-se para Los Angeles, Califórnia e Neva foi educada por freiras do Colégio do Imaculado Coração. Após a morte de seu pai, a mãe, empobrecida, deu a guarda da filha para um advogado. Após terminar os estudos, Neva tornou-se atriz e começou a atuar, inicialmente em filmes curtos e depois, principalmente em seriados.
Casou-se quatro vezes e teve seu primeiro filho aos 20 anos de idade. O primeiro casamento foi com Arthur Nelson Millett, em 1913, e em 1914 se separaram. Em 1923, casou com Edward Dana Nolan, sob o nome Genevieve Millet. Teve ainda mais dois casamentos, com W. A. Booth e William Munchoff (que morreu em 1960). Teve um relacionamento com o diretor de cinema William Desmond Taylor em 1915, mas não chegaram a casar, terminando tal relacionamento em 1919. Taylor foi encontrado assassinado em 1 de fevereiro de 1922, e a notoriedade do caso influenciaria o estrelato de várias mulheres de sua vida, inclusive Gerber. Segundo seu depoimento relatado no “The New York Times” de 13 de fevereiro de 1922, Gerber recebia dinheiro de Taylor, de tempos em tempos, voluntariamente, com o propósito de compras e de ajuda em sua carreira. Na época, vários famosos ligados ao mundo do cinema foram envolvidas no caso.
Em 1929, Gerber mudou seu nome para Jean Dolores, mas mudou-o novamente depois do seriado The Voice from the Sky.
Neva morreu em Palm Springs, Califórnia, de pneumonia e trombose cerebral, e foi enterrada em uma cova de indigentes, no Desert Memorial Park.

## Carreira
Seus primeiros créditos em filmes foram em 1912, para a Kalem Company, no filme The Flower Girl's Romance.
No início de 1917, atuou em vários seriados, e seu primeiro seriado foi The Great Secret. Foi considerada uma das “rainhas dos seriados” na era do cinema mudo. Ela trabalhou em parceria com o diretor e ator Ben F. Wilson em muitas dessas produções e estrelou o primeiro seriado de época sonora, The Voice from the Sky, em 1930, também dirigido por Wilson. No entanto, sua carreira estagnou após 1930, quando Ben morreu de doença cardíaca.

## Filmografia seleta
- The Voice from the Sky (1930)
- Officer 444 (1926)
- The Power God (1925)
- The Mystery Box (1925)
- Days of '49 (1924), editado no mesmo ano como California in '49.[11]
- The Santa Fe Trail (1923)
- The Mysterious Pearl (1921)
- The Screaming Shadow (1920)
- The Branded Four (1920)
- The Trail of the Octopus (1919)
- A Fight for Love (1919)
- Roped (1919)
- Three Mounted Men (1918)
- Hell Bent (1918)
- The Mystery Ship (1917)
- Voice on the Wire (1917)